# Солнечное сплетение (альбом)
«Солнечное сплетение» — пятый студийный альбом группы «7раса», вышедший в 2013 году.

## История альбома
Проект был профинансирован с помощью краудфандинг-сайта Planeta.ru в течение лета—осени 2014 года. Группе нужно было собрать 307 000 рублей, было собрано 319 965 рублей от 320 участников проекта.
Над записью пластинки работали, помимо самой группы «7раса» (Саша Растич, Роман Хомутский, Егор Юркевич, Егор Подтягин), ещё и участники таких групп как «Адаптация Пчёл», «Джан Ку», Sunsay, Sakura, включая Константина Чалых, который в 2008 году покинул «7расу».
Выход альбом предваряли релизы синглов «Солнце взойдет…» (2009) и «Р.Н.Г.» (2010), однако ни одна песня с этих синглов в альбом не попала.
В альбом вошла песня «Придаток», которая была ранее представлена в демо-альбоме группы 1999 года. По сравнению с первоначальной версией в песне изменена первая строчка — вместо «Невыносима справедливость конца двадцатого века» поётся «Невыносима справедливость начала этого века».
Песня «Алкоголь» стала единственной с альбома, попавшей в ротацию на «Нашем Радио» в марте 2014 года:
«На самом деле, эта песня не совсем про алкоголь – она про те состояния, которые наступают после веселья, — рассказывает вокалист группы Саша Растич. – И поскольку это состояние, которое наступает на следующий день после употребление алкоголя, знакомо почти всем жителям и гражданам нашей страны – ничего здесь придумывать нам особо не пришлось. Мы просто собрали весь свой, можно сказать, жизненный опыт и опыт наших друзей, знакомых. Эта песня ироническая – мы думаем, что если постоянно быть серьезными и слушать и петь в основном песни протеста – от напряжения просто может разорвать человека. Вот, а эта песня ироничная и, я думаю всегда должно быть место иронии в творчестве группы, а главное самоиронии».
Презентация альбома состоялась 29 ноября 2013 года в клубе «Москва Hall». После выпуска альбома последовал большой тур по городам России с презентацией альбома.
Альбом выпущен в упаковке диджипак с упоминанием 50 имён людей, помогавших собрать деньги на запись пластинки.

## Список композиций
| №   | Название                   | Длительность |
| --- | -------------------------- | ------------ |
| 1.  | «Проснись!»                | 3:21         |
| 2.  | «Придаток»                 | 3:03         |
| 3.  | «Человек»                  | 3:22         |
| 4.  | «Бархатом трав»            | 4:25         |
| 5.  | «Реакторы»                 | 3:51         |
| 6.  | «Алкоголь»                 | 2:40         |
| 7.  | «Вода узнаёт»              | 2:55         |
| 8.  | «Что тебе привезти?»       | 3:07         |
| 9.  | «Колесо (Жизнь насекомых)» | 3:15         |
| 10. | «Миллионами проверено»     | 3:19         |
| 11. | «Последний блюз»           | 3:44         |
| 12. | «Вода»                     | 3:08         |